# Центр братів Грімм
52°31′14″ пн. ш. 13°23′28″ сх. д. / 52.5206° пн. ш. 13.3911° сх. д.
Центр імені Якоба та Вільгельма Гріммів (нім. Jacob-und-Wilhelm-Grimm-Zentrum) — єдиний центр, що об'єднує Бібліотеку Берлінського університету імені Гумбольдтів, Комп'ютерну та медіаслужбу (Computer- und Medienservice, CMS) того ж університету; розташований у берлінському окрузі Мітте — будівля, названа на честь братів Грімм, відкрилася 12 жовтня 2009 року. У центрі зберігається близько двох мільйонів книг, зібраних зі старої центральної бібліотеки та дванадцяти колишніх галузевих бібліотек з гуманітарних, соціальних та економічних наук.

## Історія та опис
Центр братів Грімм розташований на північ від берлінської міської залізничної лінії: між вокзалом Фрідріхштрассе та головною будівлею університету, палацом принца Генріха. Будівля має адресу на вулиці Geschwister-Scholl-Strasse. Десятиповерхова будівля центру, що має основну корисну площу 20 296 м², побудована за проєктом швейцарського архітектора Макса Дудлера (Max Dudler). Центром бібліотечного комплексу є унікальний за своїми розмірами та дизайном читальний зал: довжина залу сягає 70 метрів, при ширині 12 і висоті 20 метрів.
У центрі Грімм зберігається 2,5 мільйона книжок: близько двох мільйонів із них перебувають у відкритому доступі. У будівлі є невелика кав'ярня, приміщення для відеоконференцій, аудиторія на 180 місць і вісім групових робочих кімнат, а також — 55 індивідуальних робочих кабінок. Загалом доступно 1200 робочих місць, з яких близько 500 оснащені комп'ютерами.
Бібліотека університету Гумбольдтів, створена у 1831 році, у червні 2005 року залишила будівлю Старої бібліотеки. Центральна філія була об'єднана з дванадцятьма галузевими філіями з гуманітарних, культурних та соціальних наук, а також з економіки. У середині 2004 року після кількох років пошуків обрали місце для єдиного бібліотечного центру; на початку 2005 року завершили архітектурний конкурс, а наприкінці того ж року розпочалися перші підготовчі будівельні роботи. Офіційна церемонія закладання фундаменту відбулася 22 серпня 2006; будинок відкрили 12 жовтня 2009 року.
Новий центр по-різному оцінили архітектори й користувачі: так, дизайн гардеробної та роздягальні змінили вже після відкриття — первісну кількість місць, що становила близько 1200, збільшили до 1500. Будівлю відзначили призом BDA-Preis Berlin за 2009 рік та низкою інших архітектурних нагород.